# Carlos Báez Carvajal
Carlos Báez Carvajal (Bogotá, 19 de octubre de 1995) es un modelo, actor de teatro y televisión colombiano.

## Biografía
Nació en Bogotá. Desde su adolescencia se interesó en tocar guitarra que hizo estudio de sintentización y vocal. Estudió derecho en la Universidad Libre pero no ejerció su profesión.
Estudio arte dramático y teatral en el Teatro Libre de Bogotá donde se interesó a la actuación. Trabajó como modelo protocolario de fotos. En 2022 participó en el concurso de cocina MasterChef Celebrity como semifinalista.
Entró a la televisión en 2018 como actor secundario en Noobees de ahí participando en las producciones como Sin senos si hay paraíso, Rojo carmesí, Ana de nadie y la nieta elegida.

## Filmografía
| Año       | Título               | Personaje                      | Canal              |
| --------- | -------------------- | ------------------------------ | ------------------ |
| 2018      | Noobees              | Kral                           | Nickelodeon        |
| 2019      | El final del paraíso | Sebastián Sanín Santana        | Telemundo          |
| 2021      | Enfermeras           | Dr. Andrés Garnica             | Canal RCN          |
| 2021-2022 | La nieta elegida     | Adrián Alvarado                | Canal RCN          |
| 2022      | MasterChef Celebrity | El mismo (Semifinalista)       | Canal RCN          |
| 2023      | Ana de nadie         | Pedro Valenzuela Ocampo        | Canal RCN          |
| 2024      | Rojo carmesí         | Jorge García Celis             | Canal RCN          |
| 2024      | Klass 95             | Nicolás "Nico" Rocha del Valle | Caracol Televisión |